# Anders Holmberg (orienterare)
Anders Holmberg, född 4 september 1984 i Bankeryds församling, är en svensk orienterare som totalt har tagit fem medaljer vid internationella seniormästerskap. 